# Pseuduvaria latifolia
Pseuduvaria latifolia är en kirimojaväxtart som först beskrevs av Carl Ludwig von Blume, och fick sitt nu gällande namn av Reinier Cornelis Bakhuizen van den Brink. Pseuduvaria latifolia ingår i släktet Pseuduvaria och familjen kirimojaväxter. Inga underarter finns listade i Catalogue of Life.